# Philodromus bimuricatus
Philodromus bimuricatus là một loài nhện trong họ Philodromidae.
Loài này thuộc chi Philodromus. Philodromus bimuricatus được miêu tả năm 1968 bởi Charles Denton Dondale & Redner.